# Moralzarzal
Moralzarzal er en by og kommune i det centrale Spanien i Madrid-regionen. Den har et indbyggertal på 14.586 (2024) indbyggere.